# Tongxin Shuiku
Tongxin Shuiku (kinesiska: 同心水库) är en reservoar i Kina. Den ligger i storstadsområdet Chongqing, i den sydvästra delen av landet, omkring 38 kilometer väster om det centrala stadsdistriktet Yuzhong. Tongxin Shuiku ligger 342 meter över havet. Arean är 0,66 kvadratkilometer. Omgivningarna runt Tongxin Shuiku är en mosaik av jordbruksmark och naturlig växtlighet. Den sträcker sig 1,7 kilometer i nord-sydlig riktning, och 1,2 kilometer i öst-västlig riktning.
Genomsnittlig årsnederbörd är 1 479 millimeter. Den regnigaste månaden är september, med i genomsnitt 284 mm nederbörd, och den torraste är december, med 17 mm nederbörd.